# Altobunus maculatus
Altobunus maculatus is een hooiwagen uit de familie Sclerosomatidae. De wetenschappelijke naam van Altobunus maculatus gaat terug op Roewer.